# ボアズ・ソロッサ
ボアズ・セオフィリウス・エルウィン・ソロッサ（Boaz Theofilus Erwin Solossa、1986年3月16日 - ）は、インドネシアのサッカー選手。インドネシア代表。ポジションはFWまたはMF。インドネシア・スーパーリーグの得点王と年間最優秀選手の二冠を三回達成した。

## クラブ歴
2004年にプルシプラ・ジャヤプラで選手となった。インドネシア・スーパーリーグ開幕初年度には得点王、最優秀選手の両方に輝き、2010-11シーズンにも再び両方の栄誉を手に入れた。2011年にはオランダのVVVフェンローからオファーがあったものの、家庭の事情によりプルシプラに残留した。
2016年には初めてプルシプラ・ジャヤプラを去り、隣国東ティモールのカルサエFCにイマヌエル・ワンガイ、オクトヴィアヌス・マニアニと共に加入。しかし同年4月を以てボアズとワンガイは僅か4試合の出場で退団、ボアズはプルシプラに復帰した。

## 代表歴
選手になった初年である2004年、2006 FIFAワールドカップ・アジア予選のトルクメニスタン代表戦で代表初出場、この試合でイルハム・ジャヤ・ケスマへの2アシストを記録し、チームの3-1の勝利に大きく貢献した。2004 タイガーカップのメンバーにも選出され、グループステージで4得点し、イルハムの7得点に次いだ得点源となったものの、決勝でシンガポール代表に敗れて優勝とはならなかった。
その後、香港代表との親善試合でタックルを受け負傷、AFCアジアカップ2007のメンバーとして出場する事が出来なくなってしまった。

## 個人
ボアズは西パプア州で著名な一家であるソロッサ家に生まれた。彼の家族はサッカー一家であり、5人兄弟の末子として生まれた。兄のオルティザン・ソロッサ、ネヘミア・ソロッサもサッカー選手である。また、叔父のジャープ・ソロッサはパプア州知事を務めた人物である。
2013年にセンデラワシ大学で経済学士を取得した。また、彼は公務員としても働いている。

## プレースタイル
高いドリブル技術を持っており、精確なクロスや短いパスを左足から繰り出す選手である。

## 個人成績

### クラブ
2016年4月29日現在
| 2005         | プルシプラ・ジャヤプラ |              | プレミアDiv. | 16       | 7                        |            | 2          |          | 9        |
| 2006         | プルシプラ・ジャヤプラ |              | プレミアDiv. | 12       | 10                       | 2          | 3          | 14       | 13       |
| 2007-08      | プルシプラ・ジャヤプラ |              | プレミアDiv. | 19       | 13                       | 4          | 5          | 23       | 18       |
| 2008-09      | プルシプラ・ジャヤプラ |              | スーパー     | 31       | 28                       | 7          | 7          | 38       | 35       |
| 2009-10      | プルシプラ・ジャヤプラ |              | スーパー     | 29       | 16                       | 9          | 8          | 38       | 24       |
| 2010-11      | プルシプラ・ジャヤプラ |              | スーパー     | 27       | 21                       | -          | -          | 27       | 21       |
| 2011-12      | プルシプラ・ジャヤプラ |              | スーパー     | 13       | 7                        | -          | -          | 13       | 7        |
| 2013         | プルシプラ・ジャヤプラ |              | スーパー     | 32       | 25                       | -          | -          | 32       | 25       |
| 2014         | プルシプラ・ジャヤプラ |              | スーパー     | 20       | 10                       | -          | -          | 20       | 10       |
| 2015         | プルシプラ・ジャヤプラ |              | スーパー     | 1        | 1                        | -          | -          | 1        | 1        |
| 東ティモール | 東ティモール           | 東ティモール | 東ティモール | リーグ戦 | リーグ戦                 | オープン杯 | オープン杯 | 期間通算 | 期間通算 |
| 2016         | カルサエ               |              | アマドーラ   | 4        | 1                        | -          | -          | 4        | 1        |
| インドネシア | インドネシア           | インドネシア | インドネシア | リーグ戦 | リーグ戦                 | オープン杯 | オープン杯 | 期間通算 | 期間通算 |
| 2016         | プルシプラ・ジャヤプラ | 86           | ISC          |          |                          |            |            |          |          |
| 通算         | インドネシア           | インドネシア | 1部          | 200      | 138\|\|\|\|25\|\|\|\|163 |            |            |          |          |
| 通算         | 東ティモール           | 東ティモール | アマドーラ   | 4        | 1                        | -          | -          | 4        | 1        |
| 総通算       | 総通算                 | 総通算       | 総通算       | 204      | 139\|\|\|\|25\|\|\|\|164 |            |            |          |          |

### 代表
| インドネシア代表 | インドネシア代表 | インドネシア代表 |
| 年               | 出場             | 得点             |
| ---------------- | ---------------- | ---------------- |
| 2004             | 5                | 3                |
| 2005             | 2                | 1                |
| 2006             | 3                | 0                |
| 2007             | 1                | 0                |
| 2008             | 0                | 0                |
| 2009             | 3                | 0                |
| 2010             | 3                | 2                |
| 2011             | 4                | 0                |
| 2012             | 0                | 0                |
| 2013             | 7                | 2                |
| 2014             | 4                | 0                |
| 2015             | 2                | 0                |
| 2016             | 2                | 2                |
| 計               | 36               | 10               |

U-23代表での得点一覧
| # | 日附          | 場所                                   | 対戦相手 | 得点 | 結果 | 大会                               |
| - | ------------- | -------------------------------------- | -------- | ---- | ---- | ---------------------------------- |
| 1 | 2007年5月16日 | ジャカルタ・リパク・ブルス・スタジアム | オマーン | 1–0  | 2–1  | 北京オリンピックサッカーアジア予選 |

A代表での得点一覧
| #  | 日附           | 場所                                           | 対戦相手       | 得点 | 結果 | 大会                    |
| -- | -------------- | ---------------------------------------------- | -------------- | ---- | ---- | ----------------------- |
| 1  | 2004年12月9日  | ホーチミン・トンニャット・スタジアム           | ラオス         | 0-1  | 0-6  | 2004 タイガーカップ     |
| 2  | 2004年12月9日  | ホーチミン・トンニャット・スタジアム           | ラオス         | 0-4  | 0-6  | 2004 タイガーカップ     |
| 3  | 2004年12月11日 | ハノイ・ミーディン国立競技場                   | ベトナム       | 0-2  | 0-3  | 2004 タイガーカップ     |
| 4  | 2005年1月3日   | クアラルンプール・ブキット・ジャリル国立競技場 | マレーシア     | 1-4  | 1-4  | 2004 タイガーカップ     |
| 5  | 2010年1月6日   | ジャカルタ・ゲロラ・ブン・カルノ・スタジアム   | オマーン       | 1-1  | 1-2  | AFCアジアカップ2011予選 |
| 6  | 2010年10月8日  | ジャカルタ・ゲロラ・ブン・カルノ・スタジアム   | ウルグアイ     | 1-0  | 1-7  | 親善試合                |
| 7  | 2013年3月23日  | ジャカルタ・ゲロラ・ブン・カルノ・スタジアム   | サウジアラビア | 1-0  | 1-2  | AFCアジアカップ2015予選 |
| 8  | 2013年10月15日 | ジャカルタ・ゲロラ・ブン・カルノ・スタジアム   | 中華人民共和国 | 1-1  | 1-1  | AFCアジアカップ2015予選 |
| 9  | 2016年9月6日   | スラカルタ・マナハン・スタジアム               | マレーシア     | 1-0  | 3-0  | 親善試合                |
| 10 | 2016年9月6日   | スラカルタ・マナハン・スタジアム               | マレーシア     | 3-0  | 3-0  | 親善試合                |

## タイトル

### クラブ
プルシプラ・ジャヤプラ
- リーガ・インドネシア・プレミアディヴィジョン:2005
- インドネシア・スーパーリーグ: 2008-09, 2010-11, 2013
- インドネシア・コミュニティシールド: 2009
- SCTVカップ: 2011
- インドネシア・インターアイランドカップ: 2011

### 個人
- インドネシア・スーパーリーグ得点王: 2008-09, 2010-11, 2013
- インドネシア・スーパーリーグ最優秀選手: 2008-09, 2010-11, 2013
- PON得点王: 2004